# Polygala integra
Polygala integra är en jungfrulinsväxtart som beskrevs av R.A.Kerrigan. Polygala integra ingår i släktet jungfrulinssläktet, och familjen jungfrulinsväxter. Inga underarter finns listade i Catalogue of Life.